# دالة إضمامة
في علم الحاسوب، دالة الإضمامة هي دالة تُعالَج فيها قيم متعددة معًا لتكوين إحصائية ملخصة واحدة.
تشمل دالة الإضمامة الشائعة:
- المتوسط الحسابي
- عملية العد
- الحد الأقصى
- لحد الأدنى
- المجموع

دالة الإضمامة شائعة في العديد من لغات البرمجة مثل روبي Ruby، وجداول البيانات spreadsheets، والجبر العلائقي relational algebra.